# Liste der Monuments historiques in Fresne-Léguillon
Die Liste der Monuments historiques in Fresne-Léguillon führt die Monuments historiques in der französischen Gemeinde Fresne-Léguillon auf.

## Liste der Bauwerke
| Bezeichnung                       | Beschreibung              | Standort | Kennzeichnung | Schutzstatus | Datum | Bild           |
| --------------------------------- | ------------------------- | -------- | ------------- | ------------ | ----- | -------------- |
| Kirche Notre-Dame-de-l’Assomption | Erbaut im 13. Jahrhundert | (Lage)   | PA00114530    | Inscrit      | 1927  | weitere Bilder |

## Liste der Objekte
- Monuments historiques (Objekte) in Fresne-Léguillon in der Base Palissy des französischen Kultusministeriums